# مجلة إخبارية

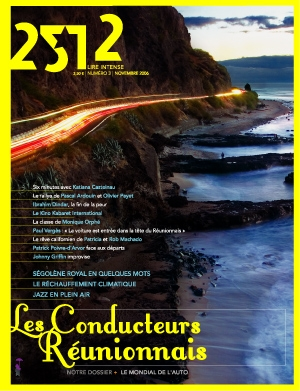
2512 ، مجلة إخبارية شهرية نشرت في ريونيون.

المجلة الإخبارية هي مجلة مطبوعة ورقية، أو برنامج إذاعي أو تلفزيوني، عادة ما تكون أسبوعية، وتتضمن مقالات عن الأحداث الجارية. المجلات الإخبارية عموما أكثر تعمقا في القصص من الصحف أو البرامج التلفزيونية، في محاولة لإعطاء القارئ فهماً للأحداث الهامة، بدلا من مجرد الحقائق.

## بث المجلات الإخبارية
مجلات الراديو تشبه المجلات الإخبارية التلفزيونية. على عكس نشرات الأخبار الإذاعية، التي عادة ما تكون مدتها حوالي خمس دقائق، يمكن أن تكون مدة بث المجلات الإخبارية الإذاعية من 30 دقيقة إلى ثلاث ساعات أو أكثر.
تقدم المجلات الإخبارية التلفزيونية خدمة مماثلة للمجلات الإخبارية المطبوعة ولكن يتم تقديم القصص الإخبارية على هيئة برامج تلفزيونية قصيرة، أي أفلام وثائقية بدلاً من مقالات مكتوبة. تعمل عمليات البث هذه كبديل في تغطية قضايا معينة بشكل أكثر تعمقًا من نشرات الأخبار العادية. أثبتت الصيغة، التي تم وضعها لأول مرة بواسطة «بانوراما» على البي بي سي في عام 1953، نجاحها في جميع أنحاء العالم. تقدم المجلات الإخبارية التلفزيونية العديد من القصص التي لم يتم عرضها في نشرات الأخبار العادية، بما في ذلك ملفات تعريف المشاهير، وتغطية الشركات الكبرى، وتقنيات الكاميرا الخفية، والتغطية الدولية الأفضل، وكشف الظلم وتصحيحه، والتغطية المتعمقة للقصة الرئيسية، والمقابلات ذات الموضوعات الساخنة.
في الولايات المتحدة، كانت مجلات أخبار التلفزيون تحظى بشعبية كبيرة في التسعينيات لأنها كانت وسيلة رخيصة وسهلة الاستخدام الأفضل للاستثمار في أقسام الأخبار في شبكات التلفزيون الوطنية. كانت المجلات الإخبارية التلفزيونية تُذاع خمس ليالٍ في الأسبوع على معظم شبكات التلفزيون. ومع ذلك، مع نجاح برامج تلفزيون الواقع تم استبدال المجلات الإخبارية إلى حد كبير. تكلفة برامج الواقع أقل قليلاً لإنتاجها وتحقيق جمهور أصغر سنًا وأكثر ولاءً من المجلات الإخبارية التي حلت محلها. وهكذا، انجذب الجمهور إلى برامج المجلات الإخبارية إلى حد كبير إلى تلفزيون الكابل حيث توجد مواضيع المجلات الإخبارية الشائعة مثل الطبيعة، العلوم، المشاهير، والسياسة لديهم قناة خاصة خاصة بهم.
تحتوي معظم البث التجاري محطات التلفزيون على الأخبار المحلية التي تشير إلى تغطية الأخبار للأحداث في سياق محلي والتي لن تكون عادةً ذات أهمية بالنسبة للمواقع الأخرى أو أن تكون ذات نطاق وطني أو دولي.

## المجلات الإخبارية التلفزيونية البارزة

### أستراليا
- ' فور كورنرز' (ABC)
- خط التاريخ '(SBS)
- 60 دقيقة '(تسع شبكة)
- تم الكشف عنه '(شبكة عشرة)
- «ليلة الأحد» (سبعة شبكة)

### الولايات المتحدة
- 20/20
- 60 دقيقة
- «60 دقيقة II»
- 48 ساعة "
- أميركا الآن[3]
- «قلب أمريكا»
- «بيل مويرز جورنال»
- «دولة الأعمال»
- سي بي اس نيوز صباح اليوم الاحد "
- «كوني تشونغ تونايت»
- Dateline NBC "
- اليوم الأول '(ABC)
- "E: 60"
- كشف '(NBC)
- «وجها لوجه مع كوني تشونغ»
- «المواجهة»
- "إنسايد إيديشن
- «الآن مع بيل مويرز»
- «الآن مع توم بروكاو وكاتي كوريك»
- «وقت الذروة لايف»
- «العين العامة مع براينت غامبل»
- الحياة الحقيقية مع جين بولي "
- «مركز روك مع بريان ويليامز»
- «ليلة السبت مع كوني تشونغ»
- بلدة صغيرة صفقة كبيرة '(مشاركة أولية)
- «ليلة الأحد مع مجين كيلي»
- نقطة تحول[4]
- ' عطلة نهاية الأسبوع "

### كندا
- " 16x9"
- السلطة الخامسة "
- «الأحد العالمي»
- «هذه الساعة لها سبعة أيام»
- " W5"

### المكسيك
- Noticieros Televisa
- «الأخبار مع كلوديو أوتشوا»
- «استيقظ مع دانييل ديثوربيد»
- على الهواء مباشرة. مع باولا روخاس "
- «الأخبار مع كارلا إيبيريا سانشيز»
- على نقطة. مع دينيس ميركر "

### إيطاليا
- "AnnoZero"
- "Ballarò"
- في 1/2 ساعة "
- "L'Infedele"
- «بورتا بورتا»

### المملكة المتحدة
- إرساليات '(القناة الرابعة)
- التعرض '(ITV)
- Newsnight '(بي بي سي)
- عند التعيين '(ITV)
- «عرض واحد» (BBC)
- «بانوراما» (بي بي سي)
- الليلة '(ITV)
- «العالم غير المُبلّغ» (القناة 4)

### دول أخرى
- BCN Week '(إسبانيا)
- جهة الاتصال '(تشيلي)
- «الأحد مذهلة» (البرازيل)
- 'المجلة الأوروبية' (بلجيكا / ألمانيا)
- «رائعه» (البرازيل)
- «تقرير خاص» (تشيلي)
- «التقرير الأسبوعي» (إسبانيا)
- «اضواء» (أيسلندا)
- «ملادينا» (سلوفينيا)
- مجلة الأخبار '(' '新聞 透視' ') (هونغ كونغ)
- «بانوراما» (بلغاريا)
- «كلا الشريكين» (الفلبين)
- دقق '(الفلبين)
- «التحقق» (كرواتيا)
- دفتر ملاحظات المراسل "(الفلبين)
- «كابوسو مو، جيسيكا سوهو» (الفلبين)
- «اليوم السابع» (كولومبيا)
- تقرير الأحد  -  星期日 檔案  (هونج كونج)
- «تاجستيمن» (ألمانيا)
- «فيياكا ندييليا» (بلغاريا)
- «احصل عليه!» (الفلبين)
- مصنفة K '(الفلبين)

## روابط خارجية
- Enverdo - Online Magazine
- The Guardian article on Newsmagazines
- Worldmag.com podcast of a radio news magazine
- Merrian Webster definition of News Magazine
- A brief history of the TV News Magazine TV Newser
- TV critic from Buffalo News on TV Newsmagazines